# Hanna Meuter
Hanna Alma Josefa Carola Meuter (* 30. Januar 1889 in Düsseldorf; † 6. April 1964 in Lobberich) war eine deutsche Soziologin, Dozentin und Schriftstellerin.

## Leben
Hanna Meuter war die Tochter des Oberpostassistenten Karl Meuter und seiner Ehefrau Klara, geborene Oertel. Mit zwanzig Jahren wurde sie 1909 Lehrerin an der Evangelischen Höheren Mädchenschule in Köln-Kalk. Als in Preußen die rechtlichen Voraussetzungen dafür geschaffen worden waren, auch Frauen Zugang zum Universitätsstudium zu geben, legte sie 1914 ihr Abitur ab und studierte an den Universitäten Bonn und Köln Mathematik, Physik, Chemie, Meteorologie, Psychologie, Pädagogik und Soziologie, wo sie 1918 das Erste Staatsexamen bestand. Danach leitete sie die Evangelische Höhere Mädchenschule in Köln-Kalk und war damit die erste Frau, die in Deutschland eine Gymnasialleiterin geworden ist.
Von 1921 an war sie Dozentin an der Bibliothekarschule und der Volkshochschule Köln und studierte gleichzeitig Soziologie an der Universität zu Köln, wo sie 1924 bei Leopold von Wiese zum Dr. phil. promovierte, damit eine der ersten Soziologinnen mit Doktorgrad. Seit 1923 war sie auch als einzige Frau Mitarbeiterin der Kölner Vierteljahreshefte für Soziologie, die von von Wiese herausgegeben wurden. Meuter wird zur Kölner Schule der Soziologie gezählt.
Auf dem 6. Soziologentag 1926 in Wien hielt sie unter großer Beachtung eines der Hauptreferate auf Grundlage ihrer Habilitationsschrift Zur Soziologie des Aufstiegs und Scheiterns derart erfolgreich, dass sie schon als erste Professorin der Soziologie galt. Aber ihr Habilitationsantrag wurde in der von Männern beherrschten Universität abgewiesen, u. a. weil man ihr als Frau immer noch die akademische Kompetenz absprach.
Sie arbeitete daraufhin als Bibliothekarin der Kölner Universitäts- und Stadtbibliothek. 1933 wurde sie von den Nationalsozialisten wegen politischer Unzuverlässigkeit aus dem Dienst entlassen. Sie publizierte 1938 in einem grundlegenden soziologischen Werk zur „Verantwortung“, das jedoch außerhalb Deutschlands in einer Reihe erschien, in deren 1. Band auch von Wiese Autor gewesen war.
Nach dem Ende der nationalsozialistischen Diktatur war sie seit 1945 unter dem Regierungspräsidenten im damaligen Regierungsbezirk Aachen, Ludwig Lude, als Oberregierungsrätin Dezernentin für Wohlfahrtspflege. Sie ging aber 1948 infolge eines Sturzes vorzeitig in den Ruhestand. Ihren Lebensabend verbrachte sie auf Burg Ingenhoven in Lobberich.
Hanna Meuter war weiterhin eine Mitbegründerin der ersten Deutschen Journalistenschule in Aachen im Jahr 1945 und gehörte 1946 zu den Wiederbegründern der Deutschen Gesellschaft für Soziologie.
1948 erinnerte Meuter öffentlich daran, dass von den ehemals 150 Mitgliedern der „Deutschen Gesellschaft für Soziologie“ über die Hälfte nicht unbeeinflußt durch die Vernichtungsverfahren der Zeit, heute nicht mehr unter uns sind, womit sie sowohl die nationalsozialistischen Ermordungen als auch die zwangsweise Emigration meinte. Die Aussage fand auf dem Kongress keine Resonanz.
1951 setzte Meuter sich auf einer UNESCO-Konferenz in einem Referat über allgemeine und methodologische Probleme der Soziologie für die Völkerverständigung ein

„(Ein Soziologe) sollte vor allem das gegenseitige Verständnis fördern, von Menschen aus unterschiedlichen Regionen, Nationen und Kulturen. […] Gruppenantagonismen kognitiv zu verstehen ist eine Voraussetzung dafür, sie erfolgreich zum Besseren zu verändern. […] Ein wichtiges Mittel dazu sind erzählerische Werke […]. Wer am wenigsten über eine andere Gruppe weiß, wird sie am meisten verachten.“

## Werke
- Die Heimlosigkeit. Ihre Einwirkungen auf Verhalten und Gruppenbildung der Menschen. Diss. phil. Köln 1924 (Auszug in: Jahrbuch der Philosophischen Fak. Köln 1923/24); Gustav Fischer, Jena 1925 (Vorwort L. v. Wiese)
  - Rezension: Tony Breitscheid in Zs. Arbeiterwohlfahrt. Hrsg. vom Arbeitsausschuss, Hedwig Wachenheim. 15. Oktober 1927, 2. Jg. Heft 20. S. 637f. online (PDF; 1 MB)
- Zolas „Rougon-Maquarts“ als literarische Quelle für beziehungswissenschaftliche Analysen. in: Verhandlungen des 5. Deutschen Soziologentages vom 26. bis 29. September 1926 in Wien. Reihe: Schriften der Deutschen Gesellschaft für Soziologie. Serie 1; Band 5. Tübingen 1927. S. 198–212
- Das Familienblatt. In: Emmy Wolff (Hrsg.): Frauengenerationen in Bildern. F. A. Herbig, Berlin 1928, S. 89–107
- Einführung in die Soziologie, in Die neue Volkshochschule. Bibliothek für moderne Geistesbildung. Hrsg. von Kurt Krause und Karl Sewering, unter Mitarb. v. Adolf Aber, H. Bethge und Alfred Birk. Bd. 4.–5. stark erw. Aufl. 1925, 7. verb. Aufl. 1927, zuletzt Verlagsbuchhandlung E. G. Weimann, Leipzig 9. Aufl. 1931
- Erziehung zum Mitmenschen. Das Erziehungswerk Mathilde Vaertings. Dr. M. Pfeifer Liz. O. Klemm, Berlin-Friedenau 1932
- „Amerika singe auch ich“. Dichtungen amerikanischer Neger. Zweisprachig. Hrsg. und Übers. zus. mit Paul Therstappen. Wolfgang Jess, Dresden 1932. Mit Kurzbiographien. Reihe: Der neue Neger. Die Stimme des erwachenden Afro-Amerika. Band 1; Neuausgabe ebd. 1959[5]
- Heimlosigkeit und Familienleben. Allgemeine Untersuchung. Bearb. unter Leitung von Hanna Meuter. Reihe: Forschungen über „Bestand und Erschütterung der Familie in der Gegenwart“, Bd. 8, Hrsg. der Reihe: Deutsche Akademie für soziale und pädagogische Frauenarbeit, Alice Salomon. Verlagsgesellschaft R. Müller, Eberswalde o. J. (1932)[6]
- Prof. Vaertings machtsoziologische Entwicklungsgesetze der Pädagogik. Auszüge in: Sixième (6.) Congrès mondial de la „Ligue internationale pour l'éducation nouvelle“ à Nice, France, du 29 juillet au 12 août 1932. New Education Fellowship, London 1933
- Die Bedeutung des Verantwortungsgefühls und seine Wirkungen im sozialen Leben, besonders in der Wirtschaftsordnung. in: Le sens de la responsabilite dans la vie sociale. Weitere Autoren Herman Finer, Univ. London & John Atkinson Hobson. Institut de sociologie Solvay, Parc Léopold, Brüssel o. J. (1938), Reihe: Enquêtes Sociologiques, Bd. 2. Université Libre de Bruxelles. -- Meuter: S. 339–494 (in deutscher Sprache) S. 495–617 (identisch in französ. Sprache)[7]
- Der kleine Franzos’ daheim und am Rhein. Ein Jahr seines Lebens und noch etwas mehr, den deutschen Kindern erzählt. Hrsg. von Wilhelm Fronemann. Kindt, Karlsruhe 1935 & 1947 (diese Ausg., genannt Pony-Ausgabe, 4, mit Ill. von Ruth Koser-Michaëls)[8]
- Bei Rosemarie am Birkenweg. Eine Jungmädchengeschichte. Illustrationen Jupp Palm. Grenzland Heinrich Hollands, Aachen 1948
- Literatur als Quelle der Soziologie, in: „Der Schriftsteller“, Hrsg.: Deutscher Schriftstellerverband, 7. Jg. 1954, Heft 9. Bericht über den 16. Internationalen Soziologenkongress in Clermont-Ferrand und Beaune-sur-Bourgogne 1954
- „Breyell wat huckste knäbbig!“ Ein Heimatbuch vom alten Kiepenträger-Dorf. Hrsg. vom Verein der Heimatfreunde „Henese Fleck“. Schriftenreihe des Landkreises Kempen-Krefeld Band 12, 1959

Übersetzungen
- Sheila Kaye-Smith: Thomas Shetter[9]
- Reginald Campbell: Poo Sarn, der Dschungelkönig Schaffstein, Köln 1951, 1954

als Herausgeberin oder Mitarbeiterin
- Hg'in: Die Rheinbrücke. Seit 1926 monatliches Beiblatt zu „Die Menschheit. Organ des Bundes für Menschheitsinteressen“ Hrsg.: Fritz Röttcher. Verlag Friede durch Recht, Wiesbaden (für 1914). Titel belegt bis 1930; ab 1931 „Die neue Menschheit“.[10]
- Amerikanische Gedanken zur Rationalisierung der Wohltätigkeit. in: Der deutsche Volkswirt. Zeitschrift für Politik und Wirtschaft, Hrsg. von Gustav Stolper, 1931[11]
- L. H. Ad. Geck & Jürgen von Kempski & Hanna Meuter (Hrsg.): Studien zur Soziologie. Festgabe für Leopold von Wiese aus Anlass der Vollendung seines 70. Lebensjahres, dargeboten von Schülern, Kollegen und Freunden. Reihe: Studien zur Soziologie, Bd. 1. Internationaler Universum-Verlag, Mainz 1948
  - darin Eigenbeitrag: Soziologie, am Werk des geistigen Neubaus. S. 61ff.
- Paul Therstappen: … und das stille Haus am Hang. Auswahl aus seinen Werken. Hrsg. von H. M. mit Verein Linker Niederrhein. Lange, Duisburg 1961
- Mit Johann Fladung (Hrsg.): Geist und Zeit. Eine Zweimonatsschrift für Kunst, Literatur und Wissenschaft. Weitere Mitarb. Fritz Helling, Hanns Jacobs, Franz Paul Schneider, Hans F. Secker, Leo Weismantel, Walter Wenzel. Redaktion Katharina Fuchs-Arndt. Progress, Darmstadt 1960[12]

Kleinere Arbeiten
Zahlreiche weitere kleinere, hier nicht gelistete Arbeiten Meuters findet man bei Durchsicht des Findbuches, siehe Weblinks
- Nels Anderson: „The Hobo“. (Besprechung) Kölner Vierteljahrshefte für Soziologie KVS Heft 3, 1923/24, S. 193f.[13]
- Die Eigenart der Heimlosen. KVS 4, 1925, S. 69–84
- Behaviorismus als psychologisches und als soziologisches Arbeitsprinzip. KVS 6, 1927, S. 362–366
- Der neue Neger in der amerikanischen Literatur, ebd. S. 269–273
- Zur Bibliographie des Dorfes als sozialen Gebildes. Anhang, als Kap. 9, zu: Das Dorf als soziales Gebilde. Ergänzungsheft zu den KVS. Beiträge zur Beziehungslehre, 1. Hrsg. & Einl. L. von Wiese. Beiträge von Willy Gierlichs, Hubert A. Kehren, Gerhard Kirch, Willy Latten, Elsbet Linpinsel, Herbert Rüssel. Duncker & Humblot, München 1928. S. 78–89
- Mathilde Vaerting: „Lehrer und Schüler. Ihr gegenseitiges Verhalten als Grundlage der Charakterisierung“. Textbesprechung, in: KVS 10, 1931/32, S. 120ff.
- Rezension von Alfred Schüler: „Verantwortung. Vom Sein und Ethos der Person.“ Erich Wewel, München 1948. In: KZfSS Jg. 2, 1950, S. 459f[14]
- (als vermutete Autorin): Rede zur Eröffnung der Ersten deutschen Journalistenschule Aachen, Auszug (S. 3 bis Ende) undatiert (1945), in: Heinrich Dreidoppel: Ursula Diepgen-Margára. Eine deutsche Journalistin in Griechenland. Books on Demand 2002, ISBN 3-8311-3587-8, wieder 2008. S. 203f (in Englisch; ohne Angabe der Quelle)
- (posthum) Paul Therstappen als niederrheinischer Mundartdichter. in: Heimatbuch des Krs. Viersen 1983, 34. Folge, Hrsg. vom Oberkreisdirektor. B. Kühlen, Mönchengladbach 1982
- Zahlreiche Beiträge in Die Heimat, Zeitschrift des Krefelder Heimatvereins. Liste, unter Stichwort. Überwiegend zu Paul Therstappen, ferner zur Brüggener Madonna in Belgien, sowie zu „Heimatgeschichte und Weltgeschichte“.

## Nachlass
Hanna Meuters Nachlass wurde 1964 in großen Teilen als Schenkung der Stadt Lobberich übergeben und gelangte 1984 als Depositum der Stadt Nettetal in das Kreisarchiv Viersen. Dort wurde der Bestand 2000/2001 erschlossen. Er ist online im Archivportal NRW recherchierbar.

## Ehrungen, Mitgliedschaften
- 1924 Mevissen-Preis der Stadt Köln für ihre Dissertation
- Mitglied der Deutschen Gesellschaft für Soziologie
- Mitglied der Accademia Internazionale Mediterraneo Roma
- Mitglied des Centro Studi e Scambi Internazionali
- 1949 Ehrendiplom der Französisch-Rheinischen Stiftung
- 1960 Literaturpreis des Centro Studi e Scambi Internazionali Rom-Palermo
- 1962 Erzählerpreis der Accademia Internazionale Leonardo Da Vinci Roma
- 1995 Gedenkmedaille des Kreises Viersen
- Die Stadt Nettetal, in die Lobberich nach dem Tode Meuters 1970 aufging, hat am 13. Mai 2003 die Hanna-Meuter-Straße nach ihr benannt.
- 2014 wird der Hanna-Meuter-Weg in Köln-Kalk nach ihr benannt.[16]

## Über H. Meuter
- Leo Hilberath: Festschrift für Hanna Meuter zum 60. Geburtstag. Archiv für Publizistik, Aachen 1949
- Karl Rembert: H. M. zum 65. Geburtstag. in: Die Heimat Jg. 1954, Heft 1–2, S. 35f.
- Alexandra Habermann u. a.: Lexikon deutscher wissenschaftlicher Bibliothekare 1925–1980. Klostermann, Frankfurt am Main 1985, ISBN 3-465-01664-5, S. 214.
- Theresa Wobbe: Hanna Meuter „… und auf dem Soziologentag in Wien hatte ich als erste Frau ein Referat“. in: Barbara Hahn (Hrsg.): Frauen in den Kulturwissenschaften. Von Lou Andreas-Salomé bis Hannah Arendt. Beck, München 1994 ISBN 3-406-37433-6, S. 189–203
- Theresa Wobbe: Dr. Hanna Meuter (1889–1964): Soziologin, Publizistin und Zeitgenossin. In: Landrat des Kreises Viersen (Hrsg.): Heimatbuch des Kreises Viersen, 47. Jg., 1996, S. 13–17 (ergänzte Fassung o. D. [2003]). (online siehe Weblinks)
- Dagmar Jank: Forschungsbericht: Wissenschaftliche Bibliothekarinnen in Deutschland. In: Zeitschrift Bibliothek. Forschung und Praxis. Band 18, Jan. 1994, Heft 2, S. 230–235. de Gruyter, Berlin ISSN 1865-7648 Online, ISSN 0341-4183Print (das darin angek. Buch ist 2009 noch nicht ersch.)
- Horst Knospe: Meuter, Hanna, in: Wilhelm Bernsdorf/ders. (Hrsg.): Internationales Soziologenlexikon, Bd. 1, Enke, Stuttgart ²1980, S. 284.